# Makoto Tamada
Makoto Tamada (jap. 玉田誠 Tamada Makoto; ur. 4 listopada 1976 w Matsuyama, Prefektura Ehime, Japonia) – japoński motocyklista.

## Kariera

### Początki
Pierwszym istotnym sukcesem Makoto w karierze było zdobycie tytułu mistrzowskiego w zawodach minibike, w kategorii 250 cm³. Następnie awansował do głównych mistrzostw Japonii w tej klasie. Najlepiej spisał się w roku 1998, kiedy to zmagania zakończył na 4. miejscu. W sezonie 1999 przeniósł się do japońskich mistrzostw Superbike. Trzy lata później został wicemistrzem serii. W tym samym sezonie wystartował również w 8-godzinnym wyścigu na torze Suzuka, gdzie zajął 4. lokatę. Po zakończeniu roku 2002, w którym rywalizację ukończył na 4. miejscu oraz został sklasyfikowany na 2. pozycji w Suzuka 8h, Japończyk zaprzestał startów w swoim kraju.

### MotoGP
W najwyższej kategorii MotoGP Tamada zadebiutował w 2003 roku, podpisując kontrakt z włoską ekipą Pramac Honda. W trakcie zmagań dziewięciokrotnie znalazł się w czołowej dziesiątce, raz przy tym meldując się na najniższym stopniu podium (w GP Brazylii). Podczas kwalifikacji do GP Pacyfiku zakwalifikował się na bardzo wysokiej drugiej pozycji. W wyścigu został jednak zdyskwalifikowany. Zdobyte punkty sklasyfikowały go na 11. lokacie.
W kolejnym sezonie Makoto reprezentował ekipę Camel Honda. Jako jedyny z jeźdźców japońskiej marki korzystał z opon Bridgestone, gdyż odpowiadały one jego stylowi jazdy. Będąc partnerem Włocha Maxa Biaggi, Japończyk trzykrotnie stanął na podium, z czego dwukrotnie na najwyższym stopniu. Sukces odniósł na torze w Brazylii (gdzie uzyskał również najszybsze okrążenie) oraz w Portugalii, w której wywalczył tzw. hat-tricka (pole position, najszybsze okrążenie oraz zwycięstwo). Podczas GP Czech Tamada także startował z pierwszej lokaty, jednakże w wyścigu musiał uznać Hiszpana Sete Gibernau. Na przestrzeni całego sezonu spisywał się jednak słabiej od Biaggiego, ostatecznie plasując się trzy pozycję niżej, na 6. miejscu.
W roku 2005 Tamada przeniósł się do zespołu Konica Minolta, która również korzystała z maszyn Hondy. W wyniku złamania nadgarstka po GP Hiszpanii, Makoto opuścił trzy kolejne wyścigi. Powrócił na rundę we Francji, gdzie podobnie jak w Jerez uplasował się na ósmym miejscu. W dalszej fazie sezonu jeszcze ośmiokrotnie zameldował się w pierwszej dziesiątce, po raz trzeci w karierze stając na podium w GP Japonii, gdzie uzyskał trzecią pozycję. Uzyskane punkty pozwoliły mu zająć tak jak przed dwoma laty 11. pozycję. Dzięki trzeciemu miejscu na Suzuce, w ogólnej punktacji japońskich mistrzostw został sklasyfikowany na 11. lokacie.
W drugim sezonie współpracy Japończyk dziewięciokrotnie zmieścił się w czołowej dziesiątce, z czego cztery razy w pierwszej siódemce. Najlepszą pozycję odnotował podczas GP Portugalii, który zakończył na piątej lokacie. W klasyfikacji generalnej zajął 12. miejsce. Oprócz w 8-godzinnych zmaganiach na torze Suzuka uplasował się na 5. pozycji.
Rok 2007 był ostatnim dla Tamady w tej serii. Współpracując z ekipą Dunlop Yamaha Tech3, w zaledwie dwóch wyścigach znalazł się w pierwszej dziesiątce, zajmując podczas GP Francji i USA odpowiednio dziewiątą i ósmą pozycję. Skromny dorobek punktowy usadowił go na 18. lokacie, która była najniższą z zawodników występujących w pełnym sezonie.

### WSBK
Za sprawą tzw. "dzikiej karty", Japończyk wystartował w jednej z rund World Superbike, na japońskim torze Sugo. Dosiadając motocykl Hondy, spisał się znakomicie, zajmując drugą i pierwszą pozycję. W drugim wyścigu uzyskał również najszybsze okrążenie. Dzięki zebranym punktom, w klasyfikacji generalnej znalazł się na 18. miejscu.
Siedem lat później Makoto zaliczył pierwszy pełny sezon w tej serii. Na motocyklu Kawasaki zaledwie osiem razy dojechał w czołowej piętnastce. Najlepszą pozycję uzyskał w pierwszym starcie w Holandii, gdzie zajął ósmą lokatę. Uzyskane punkty sklasyfikowały go na 20. pozycji. Warto dodać, iż uzbierał mniej punktów, niż podczas jednej rundy w 2001 roku.
W sezonie 2009 Tamada stanął na starcie dziewięciu eliminacji (w innych zastąpił go Australijczyk Broc Parkes). Wyniki na Kawasaki odbiegały jednak od oczekiwań. Japończyk nie ukończył pięciu wyścigów, a w sześciu nawet nie wystartował. W pozostałych siedmiu podejściach zaledwie dwa razy znalazł się w czołowej piętnastce, kończąc zmagania w pierwszym wyścigu w Hiszpanii oraz Czechach odpowiednio na czternastym oraz dziesiątym miejscu. W klasyfikacji generalnej uplasował się na 27. lokacie.